# Rallus elegans
El rascón elegante (Rallus elegans) también conocido como gallinuela de agua dulce, rascón real o rascón rey, es una especie de ave gruiforme de la familia Rallidae propia de Norteamérica y Cuba.

## Distribución y hábitat
Se reproducen en los pantanos del este de América del Norte. El nido es una plataforma construida con vegetación palustre y cubiertos por un dosel. Se reproduce junto al rascón de manglar (Rallus longirostris) donde sus rangos se superponen, algunos investigadores creen que estos dos pájaros pertenecen a la misma especie.
A lo largo de las costas del sudeste de los Estados Unidos son residentes permanentes. Algunas aves migran hacia el sur de los Estados Unidos y México, en Canadá se encuentran al sur Ontario, también se puede encontrar en Cuba y como vagante en Jamaica y Guatemala.
Se alimentan en aguas poco profundas, principalmente de insectos acuáticos y crustáceos.
Es un aves común en algunas áreas litorales, aunque las poblaciones del interior han disminuido debido a la pérdida de hábitat.